# Купелицы
Купелицы — деревня в Наро-Фоминском районе Московской области, входит в состав сельского поселения Волчёнковское. Численность постоянного населения по Всероссийской переписи 2010 года — 34 человека, в деревне числятся 1 улица и 2 садовых товарищества. До 2006 года Купелицы входили в состав Афанасьевского сельского округа.
Деревня расположена в юго-западной части района, примерно в 2 км к северо-востоку от города Верея, высота центра над уровнем моря 196 м. Ближайший населённый пункт — Монаково в 2 км на север.